# 馬爾科·達歷山德羅
馬爾科·達歷山德羅（義大利語：Marco D'Alessandro；1991年2月17日—）是一位意大利足球運動員，場上司职中場，現效力於意乙球隊卡坦沙奴，也曾代表意大利各级國青隊參賽。